# Synagoge (Somborn)
Die Synagoge in Somborn, einem Ortsteil der Gemeinde Freigericht im Main-Kinzig-Kreis in Hessen, wurde 1905/06 errichtet. Die profanierte Synagoge steht in der Josephstraße 14.
Die Einweihung der Synagoge fand am 22. Juni 1906 durch den Provinzialrabbiner Dr. Salomon Bamberger (1869–1920) aus Hanau statt. Der Synagogenchor Gelnhausen umrahmte die Feier. 

## Beschreibung

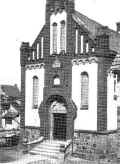
Synagoge in Somborn (vor 1930)

Die Synagoge hatte 40 Plätze für Männer und 27 für Frauen. Der längsgerichtete Saalbau mit einem steilen Satteldach hatte einen reich gegliederten Westgiebel über dem Eingangsportal. Dieses war von einem Rundbogen gerahmt, zwei schmale Rundbogenfenster flankierten die Portalachse. Den Giebel zierten abwechselnd dunkle und weiße Rundbögen, die in zwei kleine Türmchen mündeten. Die Gesimse entlang des Daches waren als Rundbogenfries ausgeführt.

## Zeit des Nationalsozialismus
Die Inneneinrichtung der Synagoge wurde beim Novemberpogrom 1938 von SA-Männern zerstört. Während des Zweiten Weltkrieges waren im Gebäude polnische, dann französische und schließlich russische Kriegsgefangene und Zwangsarbeiter untergebracht.

## Heutige Nutzung
Nach 1945 wurde das Synagogengebäude für Unterrichtszwecke genutzt. Ab 1955 stand es einige Jahre leer und wurde 1966 zu einem bis heute bestehenden Wohnhaus umgebaut. Durch die Umbauten ist das Gebäude nicht mehr als Synagoge erkennbar.